# Agathe de La Boulaye
Pour les articles homonymes, voir La Boulaye (homonymie), Famille Lefebvre de Laboulaye et Lefebvre.
Agathe de La Boulaye, née Lefebvre de Laboulaye le 6 mai 1972 à Paris, est une actrice française.

## Biographie

### Famille
Fille de Rodolphe Lefebvre de Laboulaye, géologue, et de Véronique de Gouvello du Timat, restauratrice de céramiques, elle prend « de La Boulaye » comme nom d'actrice.
En 1991, elle épouse l'artiste peintre Sébastien de Ganay, fils de Michel de Ganay et de Victoire de Montesquiou. Au bout de cinq ans, le couple se sépare.[réf. nécessaire]

### Carrière d'actrice
En 1999, elle joue le rôle du lieutenant Caroline Tessier dans les 13 premiers épisodes de La Crim'. Elle joue également dans des téléfilms tels que Trois Femmes… un soir d'été.
Au cinéma, elle apparaît dans plusieurs films dont Alien vs. Predator.

## Filmographie

### Actrice

#### Cinéma
- 1993 : Le Géographe manuel de Michel Sumpf
- 1994 : Jefferson à Paris de James Ivory
- 1995 : Beechwood de Miriam Kruishoop
- 1996 : Mauvais Genre de Laurent Bénégui
- 1997 : Vive elle de Miriam Kruishoop
- 1997 : Un amour de sorcière de René Manzor
- 1998 : Hygiène de l'assassin de François Ruggieri d'après Amélie Nothomb
- 1999 : Pudeur oblige (court métrage) de Julie Lipinski
- 1999 : Merci pour le geste de Claude Faraldo
- 2000 : The Girl de Sande Zeig : l’artiste
- 2002 : Les Voies d'Agathe, (court métrage) de Christophe Barbier
- 2002 : Irène d'Ivan Calbérac
- 2003 : Le Paravent (court métrage)
- 2003 : Michel Vaillant de Louis-Pascal Couvelaire
- 2003 : Alien vs. Predator de Paul Anderson
- 2004 : Avant qu'il ne soit trop tard de Laurent Dussaux
- 2005 : Opération Matchbox de Colin Teague
- 2005 : Mütter de Dominique Lienhard
- 2007 : Dying God de Fabrice Lambot Metaluna Productions
- 2010 : Mandragore (court métrage) de Fabrice Blin
- 2012 : Associés contre le crime de Pascal Thomas
- 2013 : Cheba Louisa de Françoise Charpiat
- 2020 : Aline de Valérie Lemercier

#### Télévision
- 1993 : Le Manipulateur (TV Highlander no 39) de Bruno Gantillon
- 1994 : Commis d'office (TV Avocat d'office no 1) de Gabriel Aghion
- 1995 : L'Allée du Roi (téléfilm) de Nina Companeez d'après Françoise Chandernagor
- 1997 : Les Marmottes (TV Feuilleton) de Jean-Denis Robert, Daniel Vigne
- 1997 : Les Grands Enfants (téléfilm) de Denys Granier-Deferre
- 1997 : Crime d'amour (téléfilm) de Maurice Bunio
- 1997 : Les Braconniers de Belledombre (téléfilm) de Philippe Triboit
- 1997 : Ma fille… cette inconnue - L'homme de la loi (TV Vérité oblige no 1) de Claude-Michel Rome
- 1997 : Marchands de rêves (TV Avocat d'office no 3) de Daniel Vigne
- 1998 : La Femme du veuf (téléfilm) de Michel Favart
- 1998 : Maintenant et pour toujours (téléfilm) de Joël Santoni, Daniel Vigne, d'après le roman de Danielle Steel
- 1999 : Stress (téléfilm) de Jérôme Boivin
- 1999 : L'Immortelle : (1 épisode : saison 1, épisode 19)
- 1999 : La Part du feu (TV La Crim') de Miguel Courtois
- 2000 : Meurtres sous hypnose - Thèse (téléfilm) de Gérard Cuq
- 2000 : Les Liens du sang - Sins of the father (TV Largo Winch no 4) de Jean-Pierre Prévost
- 2001 : Résurrection - Revelations (TV Largo Winch no 25) de David Wu
- 2002 : L'Été rouge (téléfilm) de Gérard Marx[2]
- 2002 : Caméra Café épisode L'Ascenseur Social
- 2003 : La Vie érotique de la grenouille - 30 ans, pas d'amant (téléfilm) de Bertrand Arthuys[3],[4],[5]
- 2003 : L'Enfant de l'aube (téléfilm) de Marc Angelo d'après Patrick Poivre d'Arvor[6]
- 2004 : Martin et Lola - Bingo ! (TV Si j'avais des millions no 1) de Gérard Marx
- 2004 : Les Copains d'abord (TV Si j'avais des millions no 2) de Gérard Marx
- 2005 : Trois Femmes… un soir d'été (mini-série) de Sébastien Grall : Capitaine Julie Leroy
- 2008 : L'Affaire Bruay-en-Artois de Charlotte Brändström, TV
- 2008 : Disparitions de Bruno Gantillon, série TV en 12 épisodes[7],[8]
- 2008 : Diane, femme flic (1 épisode)
- 2011 : Section de recherches (saison 5, épisodes 1 et 2) : Zoé
- 2012 : Camping Paradis de Bruno Garcia (TV - saison 3, épisode 4) : Alice
- 2012 : Petits arrangements avec ma mère de Denis Malleval (téléfilm)
- 2012 : Mes amis, mes amours, mes emmerdes... (téléfilm) (saison 3)
- 2012 : Cher Radin! de Didier Albert (téléfilm)
- 2013 : Falco (saison 1, épisode 4) de Thierry Petit (téléfilm) : la patronne du café
- 2014 : Borgia (saison 3, épisode 14) : Catalina de Foix
- 2015 : Caïn (saison 3, épisode 4) : Agathe & Franck
- 2018 : Black Earth Rising (BBC) : Stéphanie Hubert
- 2018 : Riviera : Isobel Delormes
- 2019 : Brûlez Molière ! de Jacques Malaterre : Madeleine Béjard
- 2019 : Mirage de Louis Choquette : Elizabeth
- 2021 : L'oubliée d'Amboise (Meurtres à Amboise) de Sylvie Ayme : Nicole
- Depuis 2024: Plus belle la vie, encore plus belle (saisons 1-2) : Corinne Lantier dite Vanessa Kepler

### Réalisatrice, scénariste
- 2003 : Le Paravent (court métrage)

### Publicité
- 2010 : Axa banque

## Théâtre
- 1992 : L'Épreuve du feu de Michel Mourlet, mise en scène de Max Naldini, théâtre de Levallois-Perret[9]
- 1993 : Gratin, mise en scène de Max Naldini
- 1994 : Le Sang des fleurs, mise en scène de Max Naldini
- 1995 : Un ennemi du peuple d'Henrik Ibsen, mise en scène de Jean-Luc Tardieu
- 1997 : Les Nouveaux Branquignols, mise en scène de Mathieu Mathelin
- 2009 : Le Monde selon Bulle d'Agathe de La Boulaye, mise en scène de Claude Mathieu, Boulogne-Billancourt, Théâtre de l'Ouest parisien[10]
- 2014 : Le Monde du sexe de Henry Miller, mise en scène de Thierry Atlan, Paris, Théâtre du Lucernaire[11],[12].

## Publications
- La Goule (ill. Christophe Merlin) (roman graphique), Bruxelles, Casterman, coll. « Un monde », 2005, 88 p. (ISBN 2-203-39144-8)[13],[14]

## Pour approfondir